# Stjepan Miletić
Stjepan Miletić (Zagabria, 24 giugno 1868 – Monaco di Baviera, 8 febbraio 1908) è stato un letterato, drammaturgo e regista croato, una personalità importante nel teatro croato.

## Biografia

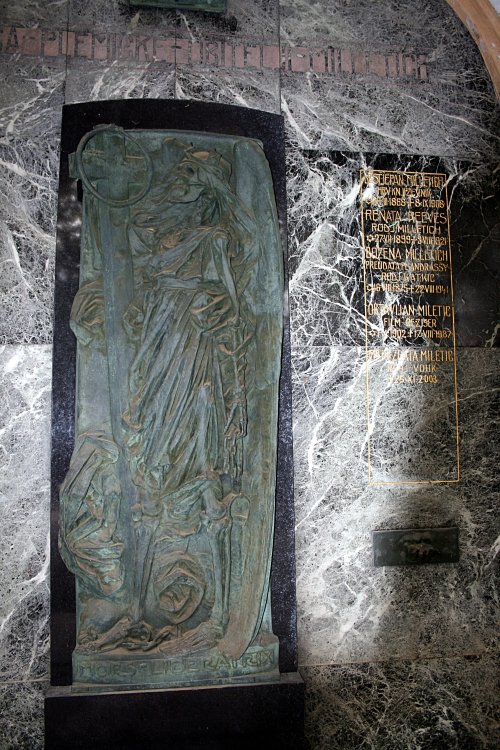
La tomba della famiglia Miletić nel cimitero Mirogoj a Zagabria, scultore Rudolf Valdec, 1908

Stjepan Miletić nacque in una famiglia nobile, a Zagabria il 24 giugno 1868. La sua carriera scolastica si effettuò inizialmente a Zagabria, dove frequentò la scuola di grammatica classica fino al 1886 e poi studiò legge, filosofia a Vienna nel 1888, laureandosi nel 1893.
Miletić si avvicinò alla letteratura collaborando con le riviste Agramer Zeitung (1883, 1894-1896), Hrvatska vila (1884-1885), Sloboda (1885), Balkan (1886), Bršljan (1889), Brus (1889), Vienac (1889-1894, 1897, 1899, 1902-1903), Narodne novine (1890, 1895, 1897-1898), Obzor (1890, 1893, 1895-1897, 1900-1902, 1906), Agramer Tagblatt (1893-1897, 1899, 1903, 1906, 1908), Hrvatski salon (1898), Ljetopis Društva hrvatskih književnika (1900-1902), Život (1900), Satir (1901), Sokol (1904-1905), Savremenik (1906, 1908) e Novi list (1907), come critico letterario e teatrale.
Grande esperto di teatro e di opere teatrali austriache, ungheresi, ceche, tedesche, francesi e italiane, Miletić si impegnò attivamente collaborando, dal dicembre 1893, con il Teatro nazionale croato di Zagabria, sia come organizzatore sia come mecenate,assumendone la direzione nel 1894, rinnovandolo con l'introduzione di balletti, di concerti sinfonici, di opere classiche, realistiche e moderniste, quali una dozzina di opere di William Shakespeare (Giulio Cesare e Re Lear nel 1894; Amleto, Romeo e Giulietta e Sogno di una notte di mezza estate nel 1895; Enrico IV e Riccardo III nel 1896-1897), Molière nel 1896, George Gordon Byron nel 1897, oltre a Voltaire, Carlo Goldoni, Johann Wolfgang von Goethe, Friedrich Schiller, Kālidāsa, Sudraka, Henrik Ibsen, Gerhart Hauptmann, Nikolaj Vasil'evič Gogol', Anton Čechov e Émile Zola.
Aggiornò anche il repertorio operistico, diffondendo lavori italiani, francesi, tedeschi e slavi, facendo eseguire opere di Bedřich Smetana, Richard Wagner, Engelbert Humperdinck, Giacomo Meyerbeer, Karl Goldmark, Wilhelm Kienzl, Pëtr Il'ič Čajkovskij, Albert Lortzing, Ludwig van Beethoven, Jacques Offenbach e Richard Wagner.
Inoltre contribuì alla fondazione nel 1896 della prima scuola biennale croata di arte drammatica, basata su principi pedagogici moderni, che si avvalse degli insegnamenti di N. Andrić, V. Anton e di August Šenoa,e dalla quale uscirono attori e registi importanti. Per quanto riguarda la prosa lavorò come regista e selezionò un pregevole repertorio internazionale e anche croato antico e moderno e composto da altri autori slavi.
Come drammaturgo Miletić presentò sul palcoscenico del Teatro Nazionale I Dilettanti (Diletanti, 1887) e Il naso (Za nosom, 1888), intrisi di umorismo e satira sociale, a cui seguirono il dramma Conte Paližna (Grof Paližna, 1892), un dramma sociale con venature ironiche, la tragedia Boleslao (Boleslav, 1894), ispirata dall'Amleto di Shakespeare, dal Faust di Goethe, da Byron e dedicata alla complessa figura di un sovrano croato; inoltre rappresentò Tomislav (1902), prima parte di una serie di opere dedicate alla storia dei re croati rimasta incompiuta, la tragedia in prosa shakespeariana Pribina (prima esecuzione 1912),i libretti operistici Il capriccio del re (Kraljev hir, 1899) ed Armida (1896), con musiche di I. Zajc.
La sua esperienza internazionale teatrale venne raccolta nei libri Da vari giornali (Iz raznih novina 1887-1909) e Memorie critiche del teatro croato (Memoari Hrvatsko glumište, 1904). Miletić inoltre scrisse poesie raccolte in Canti sepolcrali (Grobne pjesme, 1889), feuilleton, diari di viaggio, scritti pubblicistici di vario genere. Miletić morì a Monaco di Baviera l'8 settembre 1908 e il suo corpo fu prelevato e sepolto nel cimitero Mirogoj a Zagabria il 13 settembre 1908.

## Opere

### Teatro
- I Dilettanti (Diletanti, 1887);
- Il naso (Za nosom, 1888);
- Conte Paližna (Grof Paližna, 1892);
- Boleslao (Boleslav, 1894);
- Armida (1896);
- Il capriccio del re (Kraljev hir, 1899);
- Tomislav (1902);
- Pribina (1912).

### Saggi
- Da vario giornali (Iz raznih novina 1887-1909);
- Memorie critiche del teatro croato (Memoari Hrvatsko glumište, 1904).

### Poesie
- Canti sepolcrali (Grobne pjesme, 1889).